# Thorsten Koslowski
Thorsten Koslowski (* 6. März 1975) ist ein ehemaliger deutscher Eishockeyspieler, der mit den Kölner Haien 1995 die deutsche Meisterschaft gewinnen konnte.

## Karriere
Koslowski spielte in der Saison 1994/95 bei den Kölner Haien, mit denen er in derselben Spielzeit die deutsche Meisterschaft gewann. Der Offensivspieler absolvierte 32 Ligapartien und erzielte dabei zwei Scorerpunkte. In den Spielzeiten 1997/98 und 1998/99 stand er beim ERC Haßfurt unter Vertrag. Dort gehörte er zu den teamintern besten Scorern. So konnte er in insgesamt 100 Spielen 71 Mal punkten. 
Nach einem kurzen Intermezzo beim EV Duisburg und einer weiteren Saison in Haßfurt, schloss er sich im Sommer 2001 den Erding Jets an, mit denen er in der drittklassigen Oberliga spielte. Es folgte eine weitere Station beim ESV Bergisch Gladbach, ehe er 2003 seine aktive Eishockeykarriere beendete.

## Erfolge und Auszeichnungen
- 1995 Deutscher Meister mit den Kölner Haien